# Raúl Magaña
Raúl Magaña (Santa Ana, 24 febbraio 1940 – 30 settembre 2009) è stato un allenatore di calcio e calciatore salvadoregno, di ruolo portiere.

## Carriera
Da portiere, ha fatto il suo debutto con il Club Deportivo FAS nella stagione 1957/1958, diventando campione con la squadra di Santa Ana nello stesso torneo e nei campionati del 1961/1962 e 1962. Successivamente ha prestato servizio all'Alianza Fútbol Club, ottenendo il campionato del 1965/1966; con questa squadra ha affrontato, in una partita amichevole, il Santos del Brasile. Ha anche giocato con il Club Deportivo Atlético Marte, con cui ha vinto due titoli (1968/1969 e 1970).
Negli anni successivi si è esibito come calciatore in squadre del Guatemala, degli Stati Uniti e del Canada, ritirandosi con il Club Deportivo Once Municipal nel 1975. Come membro della selezione nazionale ha esordito il 19 marzo 1961 e ha partecipato ai Mondiali del 1970 con la Nazionale salvadoregna.. Era noto per indossare un cappello insieme alla sua divisa sportiva.
Come allenatore di calcio, ha allenato diverse squadre salvadoregne e la stessa nazionale; come dirigente, ha contribuito alla promozione in Primera División dell'Atlético Marte nel 2009. Ha lavorato anche come commentatore radiofonico, televisivo e come autore di editoriali nei giornali. È stato presidente della Commissione Tecnica della Concacaf ed è stato analista tecnico per la FIFA nei mondiali di Stati Uniti 1994 e Francia 1998. Nell'ultimo anno della sua vita ha sofferto di cancro allo stomaco, che lo ha infine sconfitto. "La Araña Magaña", come era conosciuto, è considerato uno dei migliori portieri nella storia del calcio salvadoregno.